# Bonetesmus verus
Bonetesmus verus är en mångfotingart som beskrevs av Chamberlin 1942. Bonetesmus verus ingår i släktet Bonetesmus och familjen Sphaeriodesmidae. Inga underarter finns listade i Catalogue of Life.